# Musée paléontologique de Montevarchi
Le musée Paléontologique de Montevarchi (Museo paleontologico di Montevarchi) est un musée paléontologique italien fondé en 1819 à Montevarchi (Toscane). Ce musée appartient à l'Accademia Valdarnese del Poggio. Le musée fermé en mai 2008 pour restructuration a rouvert ses portes le 6 décembre 2014 avec une nouvelle organisation des espaces et des fossiles.

## Histoire du musée
Après la fondation de l'Académie Valdarnese del Poggio par Marie-Louise d'Autriche, Giacomo Sachetti a obtenu un local dans l'ancien monastère des Frères mineurs de Figline. Plusieurs facteurs ont permis la création du musée paléontologique : l'approche totalement nouvelle des recherches menées par Targioni Tozzetti sur le gisement de fossiles du Valdarno; le don d'une collection de fossiles par le moine vallombrosien Domenico Molinari à son ami Giacomo Sachetti et l'attention particulière des nouvelles autorités françaises pour les institutions culturelles.
Peu après, en 1809, Giacomo Sachetti a invité le fondateur de la paléontologie moderne, Georges Cuvier qui était envoyé par Napoléon en Italie pour effectuer un voyage de reconnaissance et de réorganisation du système scolaire, pour faire une inspection des fossiles. Il a procédé ensuite à une première classification des artefacts qui ont ensuite été conservés dans des locaux du couvent des Frères Mineurs de la ville de Figline Valdarno. En 1818, la collection ainsi que le siège de l'Académie ont été transférés dans les locaux actuels de Montevarchi et ont été exposés officiellement au public en 1829. Au cours des décennies suivantes, le Musée s'est enrichi avec des nouvelles acquisitions encouragées par les récompenses pécuniaires que l'Académie attribuait aux paysans qui signalaient des fossiles.
Entre 1873 et 1880, le professeur Paolo Marchi de Florence et le professeur de paléontologie Forsyth Major de Glasgow ont classé les 732 artefacts recueillis jusque-là et ont commencé à établir un catalogue. Ensuite le géologue et paléontologue Giovanni Capellini, a continué à étoffer le catalogue pendant que le musée recevait de nouveaux artefacts. Giovanni Capellini est mort en 1922 mais le musée a continué à s'enrichir avec de nouvelles découvertes dans l'environnement local.
À partir des années 1980, le musée et l'Académie ont donné un nouvel élan aux diverses activités dans le domaine de l'Histoire ainsi que dans le domaine scientifique.
L'inventaire du matériel a été fait et la promotion du musée a commencé dans les écoles du territoire. Dès lors, l'enseignement a été constant et le musée a attiré plusieurs milliers de personnes à la découverte de la collection de fossile.

## Composition de la collection
Le musée compte plus de 2 600 fossiles provenant quasiment tous du Valdarno supérieur datant de la fin du Pilocène et du Pléistocène inférieur. Dans la collection, on distingue les fossiles végétaux comme les noix de Junglans tephrodes et les feuilles de Platanus aceroides, ainsi qu'une riche collection de fossiles animaux.

### Pièces maîtresses
la pièce maîtresse et l'emblème du musée est le crâne complet de l'Elephas meridionalis avec ses énormes défenses, qui a été retrouvé dans la seconde moitié du XIXe siècle. Le crâne est exposé dans la première salle qui accueille les visiteurs au musée.
Parmi les autres fossiles les plus importants exposés du musée, on retrouve :
- le crâne du type Canis etruscus, c'est le fossile sur lequel le paléontologue Forsyt Major de Glasgow a identifié et établi cette espèce.
- la hyène (Hyaena robusta), l'unique mammifère capable de casser les os des autres animaux avec leur puissantes mandibules afin d'atteindre la moelle (ce régime alimentaire particulier permet la fossilisation des matières fécales (coprolithes) riches en morceaux d'os.
- Les restes du tigre à dents de sabre (Megantereon crenatidens), qui datent de la seconde phase lacustre, doté d'énormes canines supérieures qui aidaient l'animal à tuer ses proies mais ses canines créaient des problèmes pour l'ouverture de la bouche et la mastication, se révélant être un obstacle pour l'évolution de l'espèce. C'est ce qui a probablement causé l'extinction de l'espèce.
- Les fossiles de Sus strozzii, un sanglier du Pléistocène avec de grandes défenses recourbées, ancêtre des sangliers de l'île de Jade et de Celebes, mais pas des sangliers communs.

## Disposition du musée
La disposition du musée Paléontologique présente au public la riche collection de fossiles qui reconstitue le fil de l'Histoire et lie les fossiles selon leur époque mais aussi selon le territoire dont ils sont issus.
Le parcours du musée commence au rez-de-chaussée avec le grand Elephas, qui accueille les visiteurs à la billetterie. Au premier étage, la première salle d'exposition reconstitue les critères muséologique du XIXe siècle, présentant, avec les fossiles d'animaux et végétaux, le mobilier et les légendes originales de l'époque. Les petites pancartes, toutes manuscrites, indiquent le nom scientifique du fossile, l'année et le lieu de sa découverte. Les salles suivantes ont une disposition moderne et diachronique. À partir de la première phase lacustre de trois millions d'années, le visiteur peut suivre les changements climatiques et environnementaux subis qui ont accompagné l'histoire naturelle du Valdarno jusqu'à l'arrivée des humains, il y a 200 000 années.

## Les services
Le Musée de Montevarchi propose plusieurs services à la disposition des visiteurs:
- Des visites guidées sont proposées aux visiteurs destinées principalement aux groupes avec une capacité maximum de 25 personnes. Les visites guidées se font en Italien et en Anglais.
- Il est possible d'organiser des anniversaires pour les enfants. Le Musée met à disposition une personne qui encadre et anime l'anniversaire et plusieurs activités selon l'âge et le nombre de personnes (chasse aux fossiles, manipulations dans le Laboratoire de Restauration, sculpture ...)

## Activités du Musée
Le musée propose plusieurs activités par mois.
Le musée a participé deux fois aux éditions de 2015 et 2016 à la Semaine de la Planète Terre, lors d'une semaine d'octobre qui met en avant le patrimoine et la culture dans tout le pays.
Il est possible d'accéder au laboratoire où les professionnels restaurent et entretiennent les fossiles. Le laboratoire et divisé en deux parties:
- la salle technique qui est équipée de hottes aspirantes, de placards pour le stockage des acides et des bases, un microscope, et de deux balances à haute précision.
- la salle pédagogique qui est utilisée pour des interventions sur des fossiles de grandes dimensions et pour les activités.

Le musée propose beaucoup d'activités pour les enfants et les sensibilise à la culture et à l'environnement.

## Mécènes et partenariat
Le musée dépend directement de l'Accademia Valdarnese del Poggio, qui est soutenu principalement par la région de Toscane. La région a notamment financé à 80% les longs travaux de restructuration de six ans grâce au Programme de Développement Rural entre 2007 et 2013.
Le musée est aussi financé par le « cinque per mille ». Il s'agit du taux de l'impôt sur le revenu que l'État italien consacre au soutien des entités qui mènent des activités socialement pertinentes (par exemple la recherche scientifique, les associations à but non lucratifs, institutions culturelles, etc.).
Une nouvelle salle a été inaugurée un peu plus d'un an plus tard, qui représente la nouvelle section archéologique du Musée. La région de Toscane et deux entreprises ont contribué à la création de cette section : l'entreprise pharmaceutique Moretti spa et CSA Impianti.

## Images

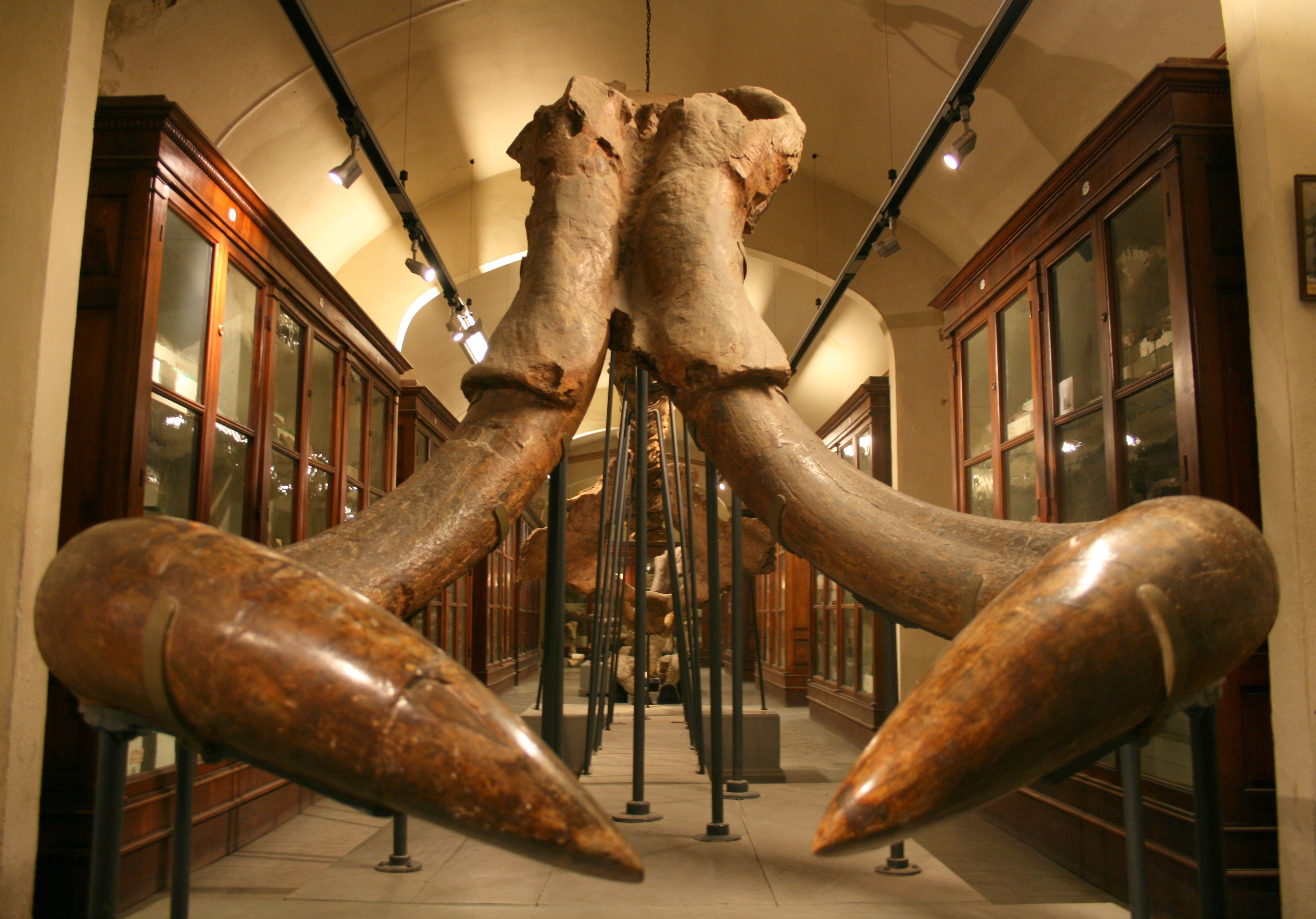
Défenses d’Elephas meridionalis.
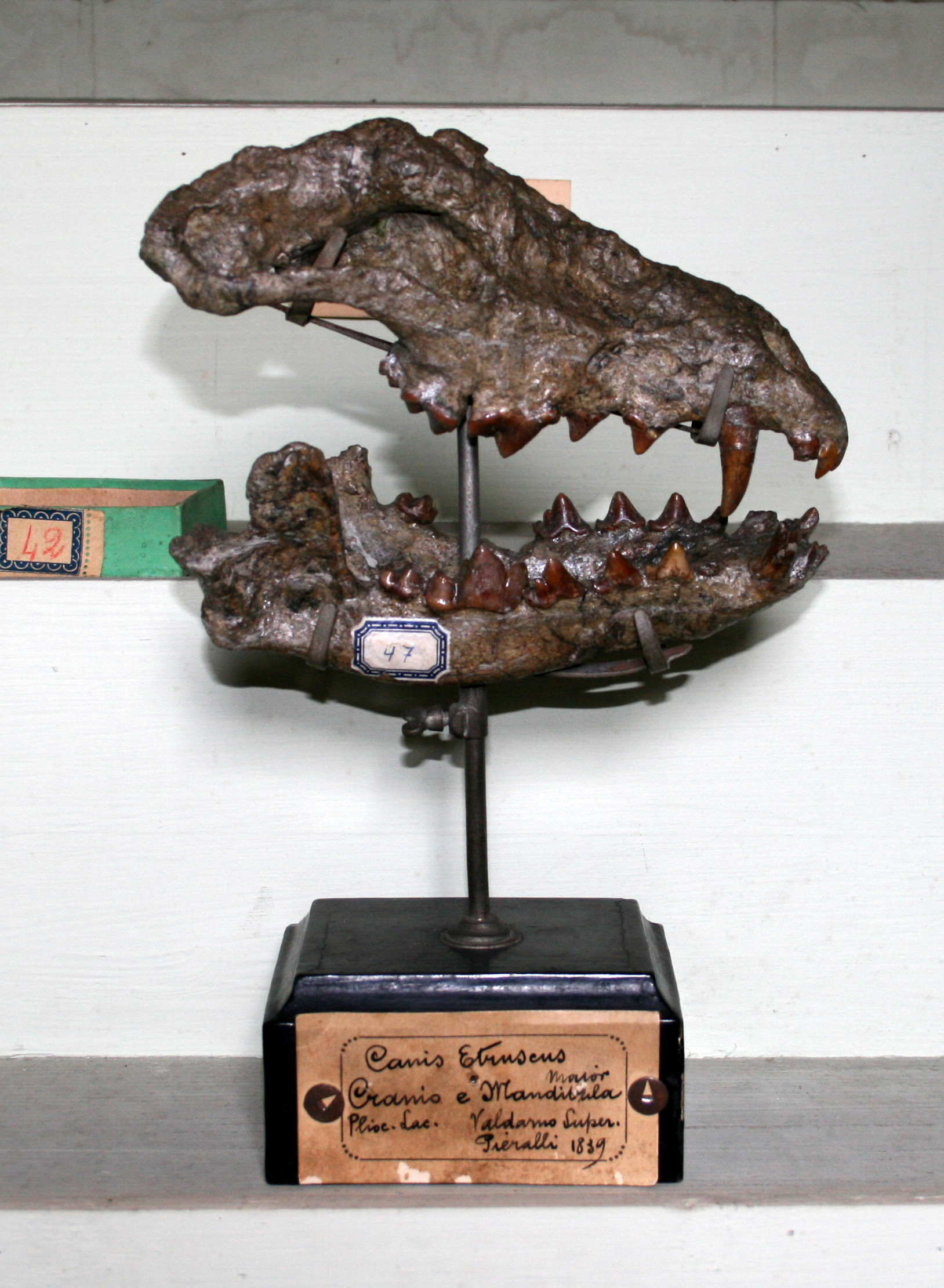
Crâne de Canis etruscus.
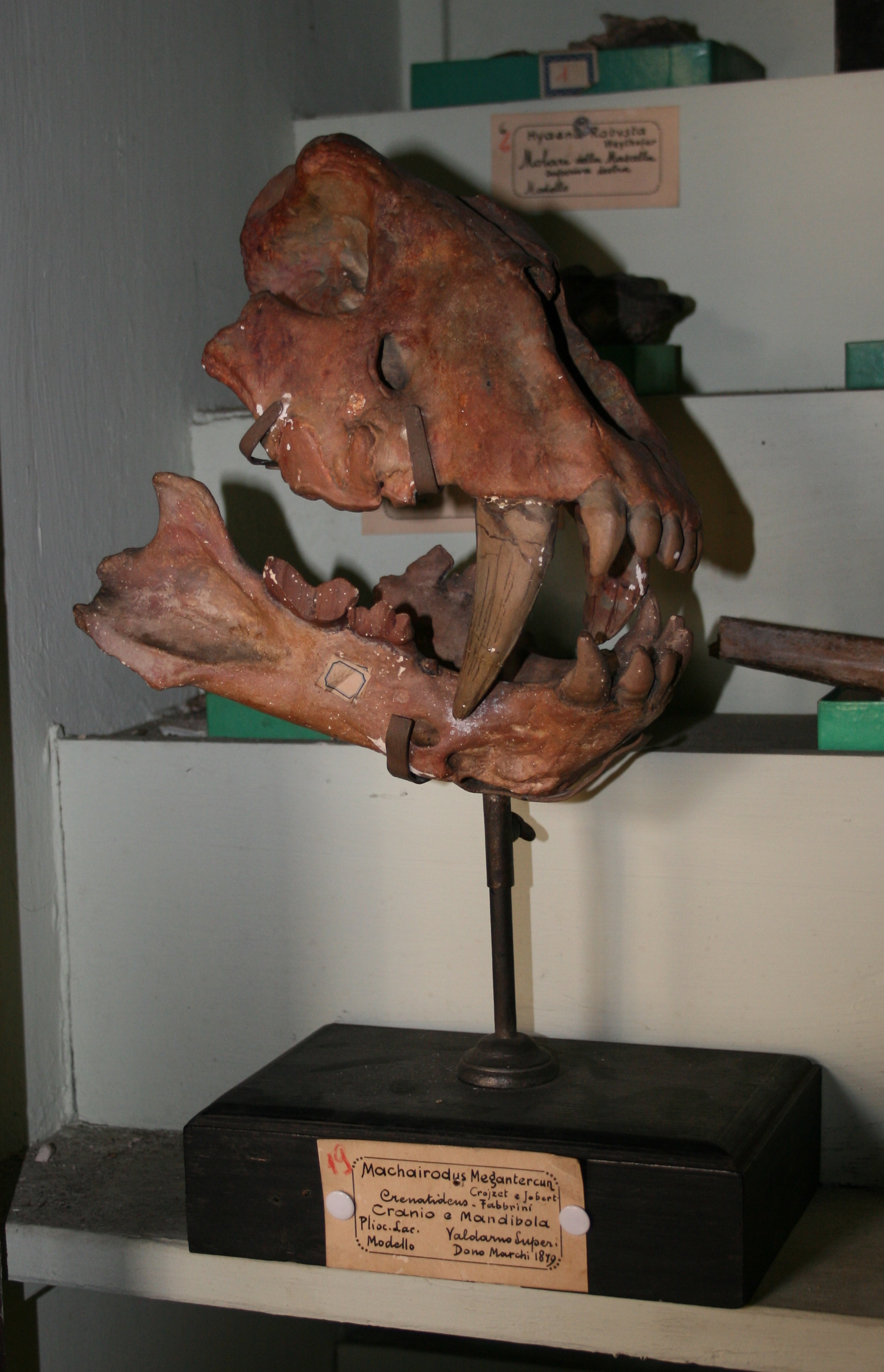
Crâne de Megantereon.